# Mazarine Pingeot
Pour les articles homonymes, voir Pingeot.
Mazarine Pingeot, officiellement Mazarine Marie Mitterrand Pingeot depuis 2016 à l'état civil, née le 18 décembre 1974 à Avignon, est une écrivaine française. Elle est professeur agrégée et docteure en philosophie et enseigne à l'université Paris-VIII à Saint-Denis et à Sciences Po Bordeaux. Elle est par ailleurs chroniqueuse sur des sujets culturels et administratrice de l'institut François-Mitterrand.
Autrice de nombreux romans, Mazarine Pingeot aborde régulièrement les thèmes de la famille, de la maternité et de l'enfance dans son œuvre.
Elle est la fille de François Mitterrand, président de la République française de 1981 à 1995, et d'Anne Pingeot, historienne de l'art. En 1994, la révélation au grand public de la deuxième famille du président de la République en exercice et de l'existence de Mazarine, sa fille cachée, alors que leur existence était jusque-là un secret de Polichinelle, a fait l'objet d'une très large couverture médiatique.

## Biographie

### Enfance et jeunesse
Fille de François Mitterrand et d'Anne Pingeot,, Mazarine Marie Pingeot naît le 18 décembre 1974 à Avignon. Elle effectue sa scolarité à l'école Saint-Benoît et au lycée Henri-IV à Paris. En septembre 1994, elle intègre l'École normale supérieure de Fontenay-Saint-Cloud. Agrégée de philosophie en juillet 1997, Mazarine Pingeot enseigne à Aix-Marseille Université, puis au lycée Colbert du 10e arrondissement de Paris, et à l'université Paris-8 en tant que professeure agrégée.
Elle est reconnue par François Mitterrand par acte notarié reçu par Maître Alain Medioni, notaire à Paris, le 25 janvier 1984, au domicile des Badinter, rue Guynemer, l'acte authentique étant tapé à la machine à écrire par Élisabeth Badinter,. Jean-Edern Hallier aurait tenté, dès 1982, de dévoiler la paternité de Mazarine, puis veut publier, en mars 1984, L'Honneur perdu de François Mitterrand, un brûlot qui, au départ, devait d'ailleurs s'appeler Mitterrand et Mazarine ; le président de la République parvient à faire détruire les livres avant leur publication. En 1983, Françoise Giroud publie le roman Le Bon Plaisir aux éditions Mazarine qui raconte l'histoire d'un président de la République qui cache l'existence d'un enfant adultérin. Cependant, elle ne reconnaitra jamais avoir eu connaissance de cette vérité. Ce roman est adapté au cinéma en 1984. Ces différents éléments montrent que des personnalités du monde intellectuel et médiatique parisien étaient au courant de la paternité cachée de Mazarine.
Le 10 novembre 1994, l'hebdomadaire Paris Match publie dans le numéro 2372 une photo des paparazzi Pierre Suu et Sébastien Valiela, de Mazarine et son père à la sortie du restaurant Le Divellec. Le président de la République est prévenu au préalable et donne son assentiment pour cette publication, et donc la révélation de l'existence de sa fille cachée pendant vingt ans.

### Carrière littéraire
En 1998, Mazarine Pingeot publie un premier livre intitulé Premier roman, qui bénéficie d'une large couverture médiatique mais qui est diversement accueilli par la critique. Cet ouvrage se vend à 60 000 exemplaires. Il est traduit dans plusieurs langues. Mazarine Pingeot tient une chronique irrégulière dans le magazine Elle. En 2000, elle publie un deuxième roman Zeyn ou la Reconquête. Au début de sa carrière littéraire, elle ne bénéficie pas de l'indulgence des critiques littéraires. Nelly Kaprièlian, des Inrockuptibles écrit : « Mazarine Pingeot, (...) parce qu'elle est la fille d'un des rares présidents français qui lisaient, a toujours cru et tenté de nous faire croire qu'elle « écrivait ». »
En 2003, elle est chroniqueuse littéraire dans l'émission Field dans ta chambre de Michel Field puis, à partir de 2004, dans Ça balance à Paris, toujours avec Michel Field et diffusée sur la chaîne de télévision Paris Première. L'année 2003 voit aussi la publication d'un essai, Ils m'ont dit qui j'étais, qui traite de ses lectures. La forme, des fiches de lecture reliées à ses expériences personnelles, séduit la critique.
En février 2005, est publié son quatrième ouvrage Bouche cousue chez Julliard. Ce récit autobiographique se présentant sous la forme d'un journal intime se vend à 200 000 exemplaires. D'autres ouvrages suivent.
Elle crée une collection de sciences humaines avec son amie Sophie Nordmann, dans la maison d'édition Robert Laffont, intitulée Les Nouvelles Mythologies.
Parallèlement, elle fait de la radio – Europe 1 (À trois sur la balançoire avec Constance Chaillet), France Culture (avec Jean-Michel Djian, La Part d'enfance, qui donne ensuite lieu à un livre).

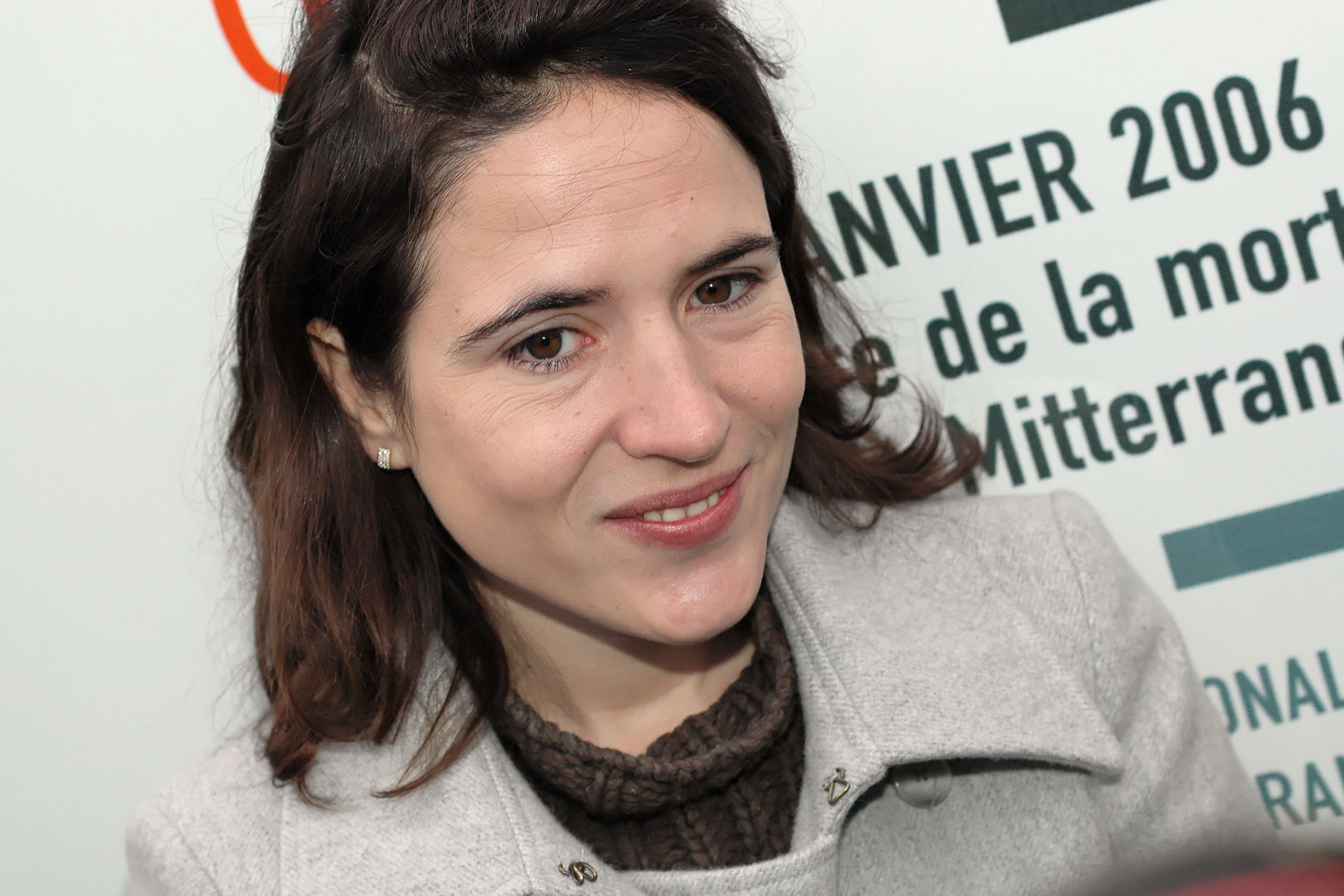
Mazarine Pingeot en 2006.

Pour le dixième anniversaire de la mort de son père, en janvier 2006, Mazarine Pingeot signe la préface du livre de Stéphane Trano, Mitterrand, une affaire d'amitié, dans lequel elle croise son témoignage avec celui de son demi-frère Jean-Christophe Mitterrand, pour la première fois. Elle préface aussi le livre d'entretien entre son père et Marguerite Duras, Le Bureau de poste de la rue Dupin ainsi que d'autres ouvrages.
Fin juillet 2007, l'annonce de la sortie de son roman Le cimetière des poupées, récit d'une mère infanticide librement inspiré de l'affaire Véronique Courjault, déclenche une vive polémique alimentée par une pétition de l'entourage de la famille Courjault visant à empêcher sa parution,,.

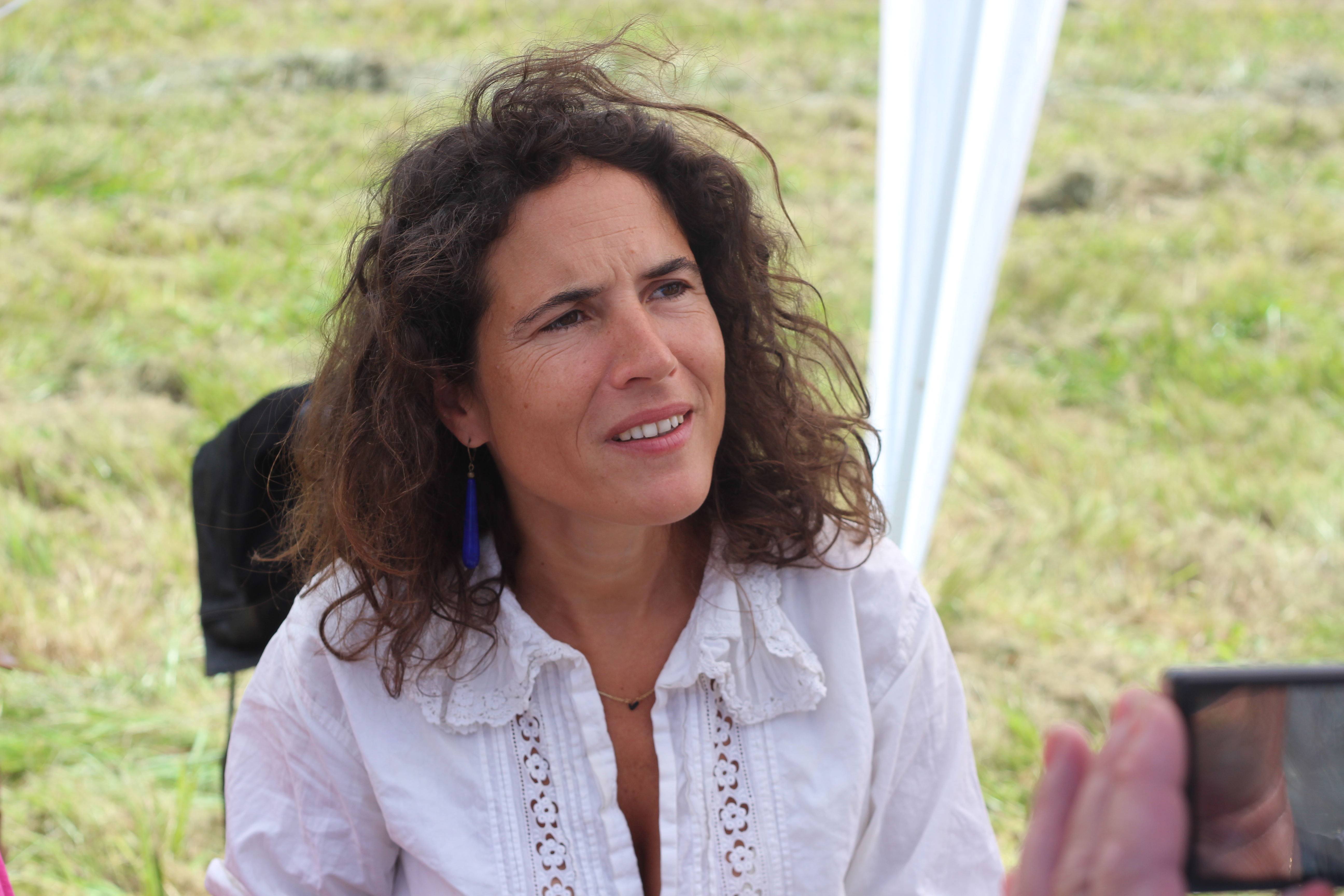
Mazarine Pingeot à la Forêt des Livres 2014.

Elle intervient toujours avec d'autres chroniqueurs, dans l'émission télévisée Ça balance à Paris sur Paris Première, animée depuis la rentrée 2010 par Éric Naulleau.
En 2016 elle soutient une thèse de doctorat en philosophie sur René Descartes à l'université Paris VIII.

### Positionnement politique
À l'occasion de la primaire citoyenne ouverte de la gauche en vue de l'élection présidentielle de 2017, Mazarine Pingeot apporte publiquement son soutien à Vincent Peillon.
Le 28 juillet 2020, elle revendique un « mortel ennui » dans une tribune publiée dans Le Monde à propos du nouveau féminisme et de ses combats en expliquant que celui-ci se complairait dans la morale. Elle dénonce des « extrémistes » qui discréditeraient les revendications féministes de leurs aînées,.

### Vie privée
Mazarine Pingeot est la compagne du présentateur Ali Baddou entre 1992 et 1998.
En 2001, elle rencontre Mohamed Ulad-Mohand à la villa Médicis de Rome, alors pensionnaire de cette académie. Ils ont trois enfants : Astor, né le 11 juillet 2005, Tara, née le 5 octobre 2007, Marie, née le 21 décembre 2009. Ils se séparent en 2014.
Le 31 août 2014, Mazarine Pingeot et Didier Le Bret « officialisent » implicitement leur relation en apparaissant ensemble publiquement lors du salon La Forêt des livres à Chanceaux-près-Loches (Indre-et-Loire). Ils se marient le 1er juillet 2017 à Paris 11e, en présence de François Hollande et Julie Gayet.
Par décret du 8 novembre 2016, elle obtient le changement de son nom de Pingeot en « Mitterrand Pingeot ».

## Ouvrages
- 1998 : Premier roman, Julliard.  (ISBN 2-260-01495-X)
- 2000 : Zeynn ou la reconquête, Julliard.  (ISBN 2-260-01512-3)
- 2003 : Ils m'ont dit qui j'étais, Julliard.  (ISBN 2-260-01602-2)
- 2005 : Bouche cousue, Julliard.  (ISBN 2-260-01658-8)
- 2007 : Le Cimetière des poupées, Julliard.  (ISBN 978-2-260-01730-1)
- 2010 : Mara, Julliard.  (ISBN 978-2-260-01764-6)
- 2011 : Pour mémoire, Julliard,  (ISBN 2-260-01831-9)
- 2011 : Entretien avec Descartes, Plon,  (ISBN 978-2-259-21443-8)
- 2012 : Bon petit soldat, Julliard  (ISBN 978-2-260-02035-6)
- 2013 : La Part d'enfance : 24 entretiens de Mazarine Pingeot et Jean-Michel Djian, Julliard  (ISBN 978-2-260-02100-1)
- 2014 : Les Invasions quotidiennes, Julliard,  (ISBN 978-2-260-02118-6)
- 2016 : La Dictature de la transparence, Robert Laffont,  (ISBN 978-2-221-19293-1)
- 2017 : Théa, Julliard,  (ISBN 978-2-260-02944-1)
- 2018 : Magda, Julliard,  (ISBN 978-226629118-7)
- 2019 : Se taire, Julliard,  (ISBN 978-226005325-5)
- 2021 : Et la peur continue, Mialet Barrault,  (ISBN 9782080219886)
- 2023 : Le salon de massage, Mialet Barrault,  (ISBN 9782080419903)
- 2024 : Vivre sans, Climats  (ISBN 2080427911)
- 2024 : 11 quai Branly, Flammarion

### Scénariste
- 2016 : L'Économie du couple de Joachim Lafosse (co-scénariste)
- 2016 : Le Petit Locataire de Nadège Loiseau (co-scénariste)

#### Participations
- 2005 : Préface à François Mitterrand. Les Images d'une vie de Georges Saunier, éditions Phyb.
- 2005 : Préface à Femmes. Filles de déesse. Ses visages cachés, de Laura Winckler, Nouvel Angle.
- 2006 : Préface à François Mitterrand. Une affaire d'amitié de Stéphane Trano, L'Archipel.
- 2006 : Préface à Le Bureau de poste de la rue Dupin, entretiens entre Marguerite Duras et François Mitterrand, Gallimard.
- 2008 : Préface à La Femme et ses symboles : quelle déesse êtes-vous ? de Laura Winckler, Nouvel Angle.
- 2012 : Préface à Le Dernier Français de Abd al Malik, Cherche midi  (ISBN 978-2-7491-2237-3)

## Documentaires télévisés
- « Mazarine, un secret d'État » dans Secrets d'actualité le 20 mars 2000 sur M6.
- Le Secret de Sólveig Anspach en 2005.
- « Mazarine, une vie au secret » dans Un jour, un destin le 10 octobre 2012 sur France 2.

## Divers
- Depuis le 8 avril 2007, elle est la marraine du Village du Livre d'Ambierle, dans la Loire.
- À partir du 22 janvier 2010, et jusqu'en mars 2011, elle présente une nouvelle Web émission confidence intitulée Le Café en partenariat avec Dailymotion, lesinfos.com et Starbucks Coffee France. L'émission est disponible sur Dailymotion.
- Elle fait partie du comité scientifique du festival Philosophia qui se tient chaque année à Saint-Émilion.